# Thorkild Ærø
Thorkild Ærø er prodekan for myndighedsbetjening og sektorsamarbejde ved Det Ingeniør- og Naturvidenskabelige Fakultet på Aalborg Universitet. Tidligere har han været direktør ved Statens Byggeforskningsinstitut (SBI), Aalborg Universitet, der i dag er en del af Institut for Byggeri, By og Miljø på Aalborg Universitet. Thorkild blev uddannet Landinspektør i 1992 ved Aalborg Universitet og fik i 2002 sin ph.d. ved Institut for Arkitektur og Design, Aalborg Universitet. 